# Ernst Otto Reiniger

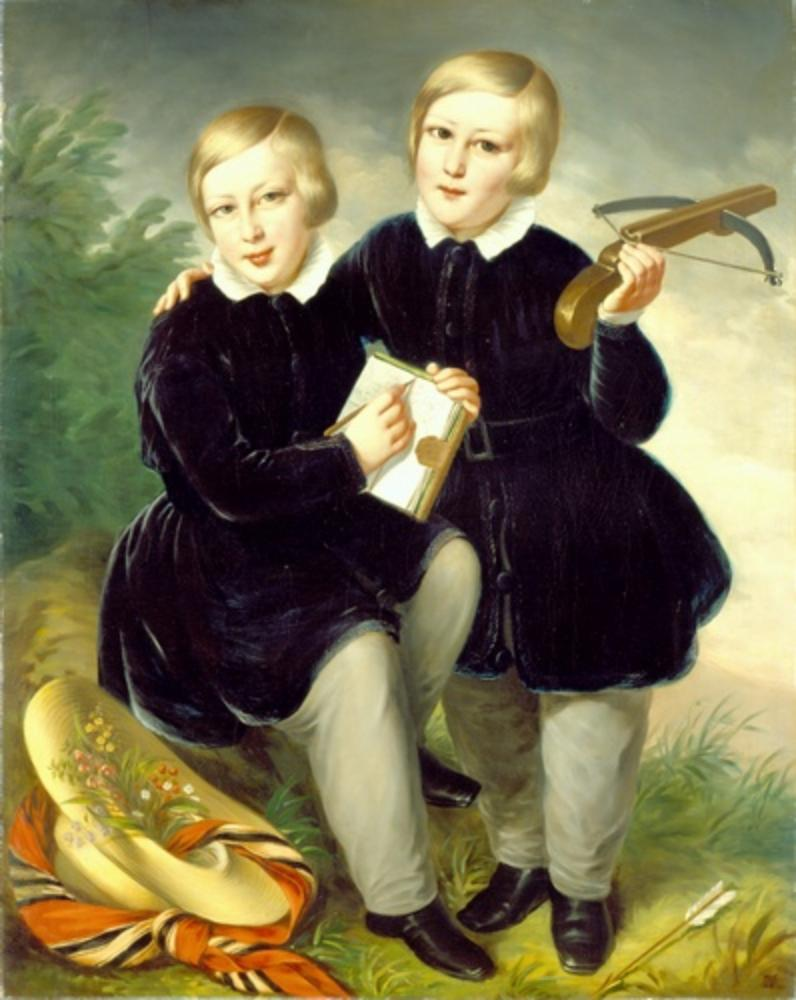
Die Brüder Ernst Otto (1841–1873) und Paul Emil Reiniger (1839–1902). Gemälde von Sophie Pilgram (1808–1870), Stuttgart, um 1848

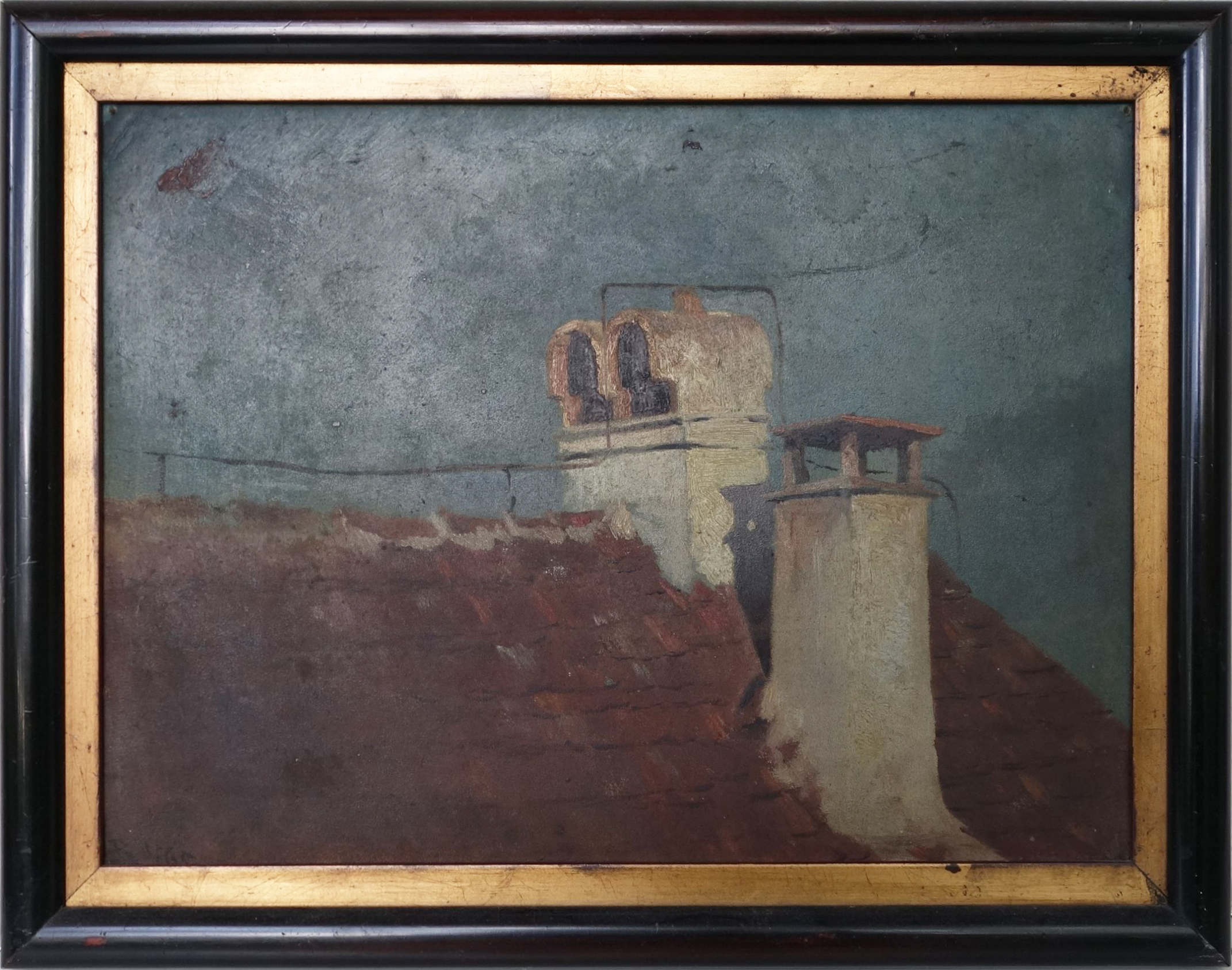
Dachlandschaft, Ölskizze auf Karton, Privatbesitz

Ernst Otto Reiniger (* 25. Mai 1841 in Stuttgart; † 12. April 1873 ebenda) war ein deutscher Landschaftsmaler.

## Leben und Wirken
Ernst Otto Reiniger entstammte einer Stuttgarter Kaufmannsfamilie. Bereits in Jugendjahren ein geschickter Zeichner und Cellospieler, entschied er sich  erst nach einer kaufmännischen Lehre im väterlichen Betrieb für seine eigentliche Berufung als Künstler. Nun besuchte er die Stuttgarter Kunstschule und fand dort in Heinrich Funk einen entschiedenen Förderer.
Im Sommer 1863 ging er nach München und schrieb sich im Herbst an der dortigen Kunstakademie ein. Im Spätsommer 1864 unternahm Reiniger eine längere Studienreise an den Gardasee. Hier lernte er den Münchner Maler Johann Friedrich Hennings (1838–1899) kennen, der bald sein bester Freund wurde und neben Eduard Schleich (1812–1874) und den schwäbischen Landsleuten Carl Ebert (1821–1885) und Gustav (Paul) Cloß (1840–1870) entscheidende Einflüsse auf seine Weiterbildung gewann.
Nach seinem Italienaufenthalt ließ sich Reiniger in München nieder. Das Augenfutter für seinen Landschaftsmalerei lieferten von nun an die bayerischen Seen, aber auch Südtirol und Oberitalien. Reiniger war Mitglied in der Künstlervereinigung „Kassandra“ und hatte sich in der Münchner Kunstszene eben einen Namen gemacht, als ihn im Frühjahr 1873 ein Leberleiden zwang, ins Elternhaus zurückzukehren, dem er in wenigen Wochen erlag.
Heute ist Reiniger ein weitgehend vergessener Künstler. Der größte Teil seiner künstlerischen Hinterlassenschaft befindet sich in Privat- bzw. Familienbesitz.